# Курмангалиев, Эрик Салимович
Э́рик Сали́мович Курмангали́ев (каз. Ерік Сәлімұлы Құрманғалиев, 2 января 1959 года, город Кульсары Гурьевской области, Казахская ССР, СССР — 13 ноября 2007 года, Москва, Россия) — советский, российский и казахстанский певец (контратенор)

## Биография
Эрик родился в семье врачей: его отец был хирургом, а мать педиатром. В детстве пел песни из репертуара Ольги Воронец и Людмилы Зыкиной, подражая голосам певиц. В возрасте двенадцати лет увлёкся классической музыкой. Происходит из рода алаша племени байулы Младшего жуза.
Первый опыт сценического искусства получил в средней школе им. Кирова г. Гурьева, играя мачеху Золушки в школьном драмкружке. В 1976 году, окончив школу, он поступил в Алма-Атинскую консерваторию на музыкально-педагогическое отделение (класс А. Поликаркина). Для приёмной комиссии он спел арию из «Орлеанской девы» Чайковского. Курмангалиев был обладателем необычного голоса — мужского альта, что позволяло ему исполнять женские партии.
Юношу, который пел оперные арии «женским» голосом, считали уникальным явлением. Так пели в давние времена юные кастраты в Италии, но если их подвергали жестокой экзекуции, чтобы сохранить их голоса, не дожидаясь возрастной ломки, то Эрику Курмангалиеву такой тембр был дан от рождения.
В связи с этим он вспоминал: «Конечно, меня пытались переучивать: мол, как же так, мужчина почему-то поёт женским голосом. В Советском Союзе это было невозможно! Так что всякие инсинуации наблюдались по поводу моего тембра. Но окончательно я понял, что у меня действительно уникальные вокальные данные, только когда перебрался в Москву».

… это один из самых романтичных эпизодов моей карьеры. До столицы добрался почти автостопом, в тамбурах. Денег не было, потому что родители не очень хорошо отнеслись к тому, что я бросил подготовительное отделение Алма-Атинской консерватории… Но я довольно своенравный человек

В Московской консерватории им. П. И. Чайковского ему отказали, но он сумел попасть в Московский музыкально-педагогический институт им. Гнесиных.
«Я поступил в Гнесинку и на всех экзаменах по вокалу обсуждение моей персоны длилось по три-четыре часа. И всегда — всегда! — я находился на грани вылета», – вспоминал Курмангалиев про этот период. После первого курса он был отчислен за несдачу экзамена по научному коммунизму, после попал в армию, где играл в полковом оркестре мотострелковых войск на большом барабане. Вернувшись из армии, восстановился в институте
На втором курсе Института имени Гнесиных (в 1980 году, класс Н. Н. Шильниковой) он дебютировал как концертный певец на сцене Большого зала ленинградской филармонии имени Д. Шостаковича в «Stabat Mater» Дж. Перголези (партия альта, дирижёр — Антон Шароев). В том же году он узнал, что дирижёр Валерий Полянский собирается репетировать 2-ю симфонию Альфреда Шнитке на сцене Концертного зала имени Чайковского. Это произведение великий композитор написал по заказу Би-Би-Си для контральто, причём Шнитке был уверен, что в СССР исполнителя с такими вокальными данными найти невозможно. «Поэтому, услышав меня, он испытал настоящий шок. Так я попал в поле зрения Шнитке, и мы начали сотрудничать», — вспоминал певец.
Он первым исполнил партию контртенора в произведениях А. Шнитке: Второй симфонии (1982), кантате «История доктора Иоганна Фауста» (1983), Четвёртой симфонии (1984, в Большом зале консерватории с Академическим симфоническим оркестром Московской филармонии под управлением Дмитрия Китаенко).
В 1985 году он окончил Московский музыкально-педагогический институт имени Гнесиных, спев партию пажа Керубино в дипломном спектакле «Свадьба Фигаро» Моцарта, после чего стажировался в аспирантуре Московской консерватории им. П. И. Чайковского у профессора Нины Дорлиак. Брал мастер-классы у И. Бьенер, А. Рейнолдс, Ф. Кертин и Р. Кэйселли. Одновременно работал в филармонии, в центре Стаса Намина, сам по себе…
Много гастролировал, исполнял оперы и сольные программы на ведущих сценах мира.
В 1993 году занесён в книгу рекордов «Диво 93. Чудеса. Рекорды. Достижения».
Эрик Курмангалиев скончался 13 ноября 2007 года от болезни печени. Был отпет в церкви святителя Николая в Подкопаях в Москве 15 ноября.
Похоронен в 2008 году на Ваганьковском кладбище в могиле рядом с солисткой Большого театра Г. П. Нечаевой.
В августе 2008 года гала-концерт фестиваля музыки барокко Farinelli-Fest в Риге был посвящён памяти выдающегося певца Эрика Курмангалиева.
3 октября 2019 года в театре Астана Опера прошёл концерт памяти Эрика Курмангалиева «Вокальные параллели». По словам одного из организаторов мемориальных мероприятий, контртенора и заведующего кафедрой хорового дирижирования КазНУИ Батыржана Смакова, «Сегодня искусство контртеноров очень актуально. Современные композиторы активно и много пишут для этого тембра голоса. Эрику Курмангалиеву повезло меньше, чем нынешним певцам. Обладая несомненным талантом, ему пришлось упорно доказывать право существования такого голоса».

## Творчество
Выступал с дирижёрами Геннадием Рождественским, Дмитрием Китаенко, Фуатом Мансуровым, Татьяной Гринденко, Саулюсом Сондецкисом и другими.
В 1988 году на фестивале музыки в Бостоне пресса назвала Эрика Курмангалиева феноменом, проводя параллель со знаменитой оперной певицей Федорой Барбьери.
Но широкую известность в России, даже среди людей не особо интересующихся классической музыкой Э. Курмангалиев получил в 1992 году, исполнив роль трансвестита Сонг Лилинг в скандальном спектакле режиссёра Романа Виктюка «М. Баттерфляй» по одноимённой пьесе американского драматурга Дэвида Генри Хванга. На эту роль Эрика уговорил артдиректор Театра Романа Виктюка Михаил Колкунов. То, что делал Курмангалиев в роли Сонг Лилинг по тем временам было просто запредельно. Многие не могли поверить, что эту роль исполнял мужчина, и что мужчина может иметь такой голос, так виртуозно владеть им. Многие в те дни сходились во мнении, что спектакль Виктюка не имел бы того успеха, играй Сонг Лилинг не Эрик Курмангалиев, а обычный актёр, пусть даже и способный перевоплощаться в женщину. Поэтому многие шли на «М. Баттерфляй» снова и снова, чтобы насладиться грациозной игрой Курмангалиева, его волшебным голосом.
В том же 1992 году Э. Курмангалиев был признан лучшим актёром года за эту необычную, по меркам того времени, роль.
В 1993 году Курмангалиев исполнил партию Орфея в опере Глюка «Орфей и Эвридика» с ансамблем «Благовест» в Эрмитаже (Санкт-Петербург), в 1996 году поёт партию князя Орловского в оперетте Штрауса «Летучая мышь» в московском театре «Геликон-Опера», в 1999 году исполнил партию Танкреда в опере Россини «Танкред» (концертное исполнение) в Вильнюсе (Литва), в 1999 году снова поёт Орфея в «Орфее и Эвридике» Глюка на фестивале «Гранды Искусства» во Львове (Украина), а в 2000 году участвовал в концертном исполнении этой оперы (партия Орфея) в рамках Фестиваля симфонической и хоровой музыки в Уфе (Россия). С 1997 года регулярно концертировал в Риге (Домский собор, зал Ave sol, Большая гильдия) по приглашению импресарио Владимира Решетова, который позже придумал фестиваль Farinelli-Fest, благодаря сотрудничеству с Эриком Курмангалиевым.
Выступал в Париже по приглашению Пьера Кардена, с которым познакомился в 1998 году.
По приглашению Святослава Рихтера Курмангалиев являлся постоянным участником международного фестиваля «Декабрьские вечера», вместе с А. Вертинской участвовал в спектакле А. Эфроса (фрагменты оперы Г. Пёрсела «Буря») по Шекспиру (роль Ариэля-Просперо). Неоднократно, на протяжении десяти лет выступал с концертами в Домском соборе и других залах Риги (Латвия) по приглашению импресарио Владимира Решетова.
В его репертуаре были партии и арии из опер Генделя («Тезей», «Ариодант», «Флавий», «Адмет», «Сирой»), Россини («Аврелиан в Пальмире», «Кир в Вавилоне», «Танкред», «Семирамида»), Пёрсела («Королева фей», «Дидона и Эней»), а также произведения Баха, Вивальди, Глюка, Моцарта, Страделлы, Сен-Санса, Россини, Гайдна, Беллини, Пуччини, Мейербера, Франка, Керубини, Люцци, Бизе, Верди, Каччини, Шуберта, Глинки, Чайковского, Рахманинова и Римского-Корсакова.
Исполнял главные партии в операх «Адмет» Генделя, «Коронация Поппеи» Монтеверди, «Алкид», Бортнянского (концертные варианты), с записями певца выпущены пластинки и компакт-диски, в частности кантаты Баха и симфонии Шнитке.
В 2002 году дал гала-концерт в Москве на сцене Большого зала Московской консерватории.
В 2005 году, в Риге участвовал в спектакле-пастиччо латвийского импресарио Владимира Решетова (автора идеи, либретто и диалогов на итальянском языке) «Похищение Фаринелли», посвящённом 300-летию Карло Броски (Фаринелли). На основе спектакля с участием пяти контртеноров Олегом Безинских, Олегом Рябецом, Сергеем Егерсом, Рустамом Яваевым и Эриком Курмангалиевым, был сделан документальный фильм «Farinelli. Show must go on».
Также в 2005 году снялся в фильме Рустама Хамдамова «Вокальные параллели». Эрик Курмангалиев там играет камео, как и его партнёры по фильму, — Роза Джаманова, Бибигуль Тулегенова и Араксия Давтян. Из-за отсутствия финансирования фильм снимался 8 лет.

## Награды и премии
В 1987 году стал лауреатом международного конкурса молодых певцов в Хертогенбосе, Нидерланды.
В 1992 году Эрик Курмангалиев был признан лучшим актёром года за роль в спектакле «М. Баттерфляй» по одноимённой пьесе американского драматурга китайского происхождения Дэвида Генри Хванга.
Указом Президента Республики Казахстан от 18 октября 1996 года присвоено почётное звание «Народный артист Казахстана», за заслуги в искусстве казахской классической музыки.

## Дискография
2001 — Эрик Курмангалиев — Альт (арии из русских и зарубежных опер, запись 1991).
Альбомы с участием Курмангалиева:
- 1990 — А. Шнитке. Симфония № 2 (переиздано в 2001 году)
- 1990 — А. Шнитке. Симфония № 4 (переиздано в 2005 году)
- 1990 — И. С. Бах. Кантата BWV 201
- 1991 — Alto (переиздано в 2001 году)
- 1997 — Музыка в спектаклях Романа Виктюка
- 2009 — А. Шнитке. Faust-cantata

## Фильмография
- «Голос».
- «Альт. Возрождение».
- «Салим-Мерюэрт».
- 2005 — «Farinelli. Show must go on». Приз в номинации «звукорежиссёр» на фестивале «Золотой бубен» (2005, Ханты-Мансийск, Россия).
- 2005 — «Вокальные параллели», реж. Рустам Хамдамов, «Казахфильм». Курмангалиев снялся в этой сюрреалистической ленте вместе с казахскими оперными певицами Розой Джамановой, Бибигуль Тулегеновой и армянской оперной звездой Араксией Давтян ,  (недоступная ссылка), .
- 2010 — «Легенды Времени: Эрик Курмангалиев. Вопреки…», док. фильм, «ЦТ».

## Интересные факты
- После первой работы со Шнитке, тот специально для него и Аллы Пугачёвой написал кантату «История доктора Иоганна Фауста». Но выступить вместе с Аллой Борисовной им так и не удалось. Чиновники от Министерства культуры не могли допустить, чтобы скандальная эстрадная звезда выступала на классической сцене. И в итоге на премьере (1983), где он пел партию Мефистофеля, Пугачёву заменила солистка Большого театра Раиса Котова.
- В 1991 году, работая над ролью Сонг Лилинг в спектакле «М. Баттерфляй», певец говорил: «Я разделяю идею спектакля: только мужчина знает, какой должна быть настоящая женщина». В 1992 году за роль шпиона Сонг Лилинг, который, будучи мужчиной, прикидывался женщиной, Эрик Курмангалиев был признан «Лучшим актёром года». Спектакль имел большой резонанс, за исполнение этой роли Курмангалиев стал известен широкой публике. В это время он обладал культовым статусом в гей-сообществе России[источник не указан 2449 дней]. После ухода Эрика, чтобы не потерять спектакль, на его роль ввели другого контратенора, который пел в микрофон, и полгода театр разъезжал по стране с афишами, где было написано имя Курмангалиева. После этого Курмангалиев и Виктюк практически не общались.
- В начале 2000-х Курмангалиев выступал под именем Салим-Меруерт (или Салим-Меруерт: это — имена его покойных родителей).
- Агентство РИА Новости называло Курмангалиева «первым контратенором в СССР»[11].